# ديفيد كابريرا
ديفيد كابريرا (بالإسبانية: David Cabrera)‏ (10 يناير 1995 بكالي في كولومبيا - ) هو لاعب كرة قدم كولومبي في مركز الوسط.

## وصلات خارجية
- ديفيد كابريرا على موقع قاعدة بيانات كرة القدم.إي يو (الإنجليزية)